# 八王子市立下柚木小学校
八王子市立下柚木小学校（はちおうじしりつ しもゆぎしょうがっこう）は、東京都八王子市下柚木にある市立小学校である。共学校。

## 沿革
- 1995年（平成7年） - 開校
- 2001年（平成13年） - パソコン教室完成。
- 2008年（平成20年） - 研究協力校になる。
- 2014年（平成26年）- 創立20周年を迎える。

## 教育方針
自立・共生

## 学校行事
- 4月 入学式
- 5月 運動会
- 6月 日光移動教室
- 7月
- 8月
- 9月
- 10月
- 11月 学習発表会
- 12月
- 1月
- 2月
- 3月 卒業式

## 交通
- 京王電鉄相模原線南大沢駅からバス、下柚木小学校バス停で下車。南大沢駅から徒歩10分。